# Entosthodon pseudomarginatus
Entosthodon pseudomarginatus là một loài Rêu trong họ Funariaceae. Loài này được (Hampe) Mitt. mô tả khoa học đầu tiên năm 1869.